# Punizione corporale

Paesi che hanno abolito in modo esplicito qualsiasi tipo di punizione corporale sui bambini

La punizione corporale è una forma di violenza fisica che comporta da parte di chi la esegue il desiderio d'infliggere intenzionalmente dolore: allo scopo di punire un reato, disciplinare o correggere un atto o una condotta giudicata errata, o per scoraggiare atteggiamenti o comportamenti ritenuti inaccettabili.

## Tipologie
Il termine si riferisce di solito nel colpire metodicamente il trasgressore con un attrezzo in un ambiente che può essere domestico, scolastico o giudiziario; la punizione corporale può pertanto essere suddivisa in tre tipologie principali:
- Punizioni corporali in famiglia all'interno del nucleo familiare, eseguite da genitori o tutori legali sui figli o bambini piccoli. La punizione corporale di minori in ambito domestico è legale in tutti i 50 stati degli USA e, secondo un sondaggio svolto nel 2000, ampiamente approvata dai genitori[1]. È invece stata ufficialmente bandita in 51 paesi, per lo più europei[2].
- Punizioni corporali nelle scuole all'interno del sistema educativo, eseguite da insegnanti o dirigenti scolastici sugli studenti (in passato anche dai maestri artigiani sugli apprendisti). Sono state dichiarate illegali in gran parte dell'Europa, Canada, Nuova Zelanda e Sudafrica; rimane legale in quasi tutto il resto del mondo, tra cui 19 stati degli USA[3].
- Punizioni corporali giudiziarie come parte di una condanna penale ordinata da un tribunale per far rispettare la legge. Strettamente correlata è la punizione corporale all'interno delle carceri, ordinata e amministrata direttamente da parte delle autorità carcerarie: in alcuni ambienti militari la punizione corporale è ancora consentita. Sono praticamente scomparse dal mondo occidentale, ma rimangono comunque ancora in vigore in molte parti dell'Africa e dell'Asia.

Vi sono infine vari organismi nazionali e internazionali che si occupano di fare campagne d'informazione contro le punizioni corporali, sia come metodo di condanna sia come strumento di dissuasione.

## Una premessa: la pena fisica
Una pena fisica o castigo fisico è un qualsiasi tipo di punizione in ambiente giudiziario, educativo o familiare (violenza domestica) che preveda una forma fisica, con l'intento d'infliggere al condannato dolore, lesioni, disagio e umiliazione.
Essa comprende tutti i tipi di punizioni corporali e di pena capitale, così come tutte le forme di reclusione e alcune di mutilazione.
Tipologie di pene fisiche
- Pena di morte

1. Morte sul rogo
2. Bollitura a morte
3. Crocifissione
4. Sedia elettrica
5. Fucilazione
6. Scorticamento
7. Camera a gas
8. Impiccagione
9. Iniezione letale
10. Lapidazione

- Punizione corporale

1. Cinghiata
  1. Belting
  2. Strapping
2. Fustigazione
3. Bastonatura
4. Gatto a nove code
5. Sculacciata
6. Staffile
7. Paddle (BDSM)
8. Slippering
9. Punizioni corporali in famiglia
10. Punizioni corporali giudiziarie
11. Punizioni corporali nelle scuole

- Mutilazioni

1. Amputazione
2. Branding, ovvero la marchiatura a fuoco

- Altro

1. Disciplina scolastica
2. Cappello dell'asino
3. Reclusione
4. Gogna o messa alla berlina.

## Storia delle punizioni corporali

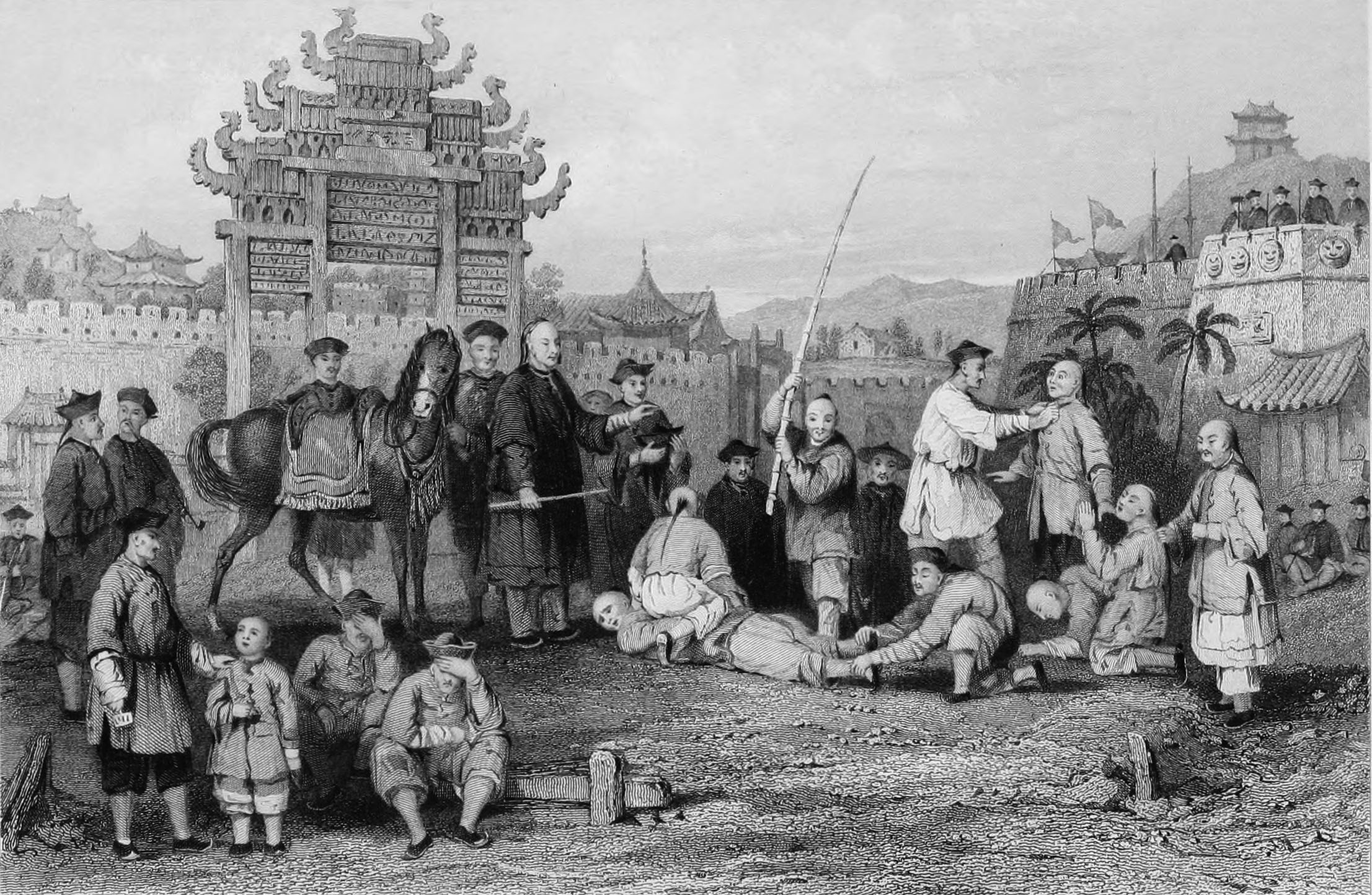
Bastonatura pubblica in Cina (1843)

Una delle testimonianze più autorevoli riguardo all'uso di punizioni corporali nell'antichità ci viene nientemeno che dal testo sacro per eccellenza del mondo occidentale, la Sacra Bibbia. Nel Libro dei Proverbi, attribuito al leggendario re Salomone, vengono infatti registrate e impresse nei secoli a venire le seguenti affermazioni: "Chi risparmia la verga odia suo figlio. Ma colui che lo ama lo corregge per tempo"; e poi "Non negare la correzione ad un bambino: se tu lo punisci con la frusta egli non morirà, ma se trascurerai di farlo consegnerai la sua anima alla dannazione eterna".
Le punizioni corporali sono state certamente presenti, e anche con un uso intensivo, nelle civiltà classiche dell'Antico Egitto, dell'Antica Grecia e dell'Impero Romano come metodo di disciplina sia giudiziaria sia educativa.
Alcuni stati e popoli si sono guadagnati una reputazione imperitura anche per l'utilizzo, nelle sue forme più crudeli, di tali pene: Sparta in particolare utilizzava le punizioni corporali come parte integrante del suo regime di disciplina; esse erano concepite essenzialmente per costruire la forza di volontà e rafforzare la resistenza fisica, prima del ragazzo e poi del soldato adulto.
Anche se l'esempio spartano è il più estremo, in tutte le civiltà storiche il tipo più frequente di pena comminata per una colpa era quella data dalla punizione corporale: nell'impero romano la pena massima che un cittadino poteva ricevere ai sensi della legge era quella di "40 colpi" di frusta sulla schiena, o in alternativa con i fasci (simili a quelli che costituiscono il Birching), composti da 8 o 10 rami intrecciati di salice, applicati sulle natiche. Erano punizioni che potevano far sgorgare il sangue ed erano spesso inflitte sulla pubblica piazza davanti a tutti: ne danno testimonianza anche gli Atti degli Apostoli e Saulo di Tarso.
Quintiliano (35-100) è stato uno dei primi autori classici a opporsi fermamente contro le punizioni corporali; secondo McCole, mai accusa fatta nei successivi duemila anni fu più lucida di questa nel criticare e condannare la pena di tipo fisico come forma di punizione:
"Anche se ricevute come consuetudine io non approvo che i ragazzi debbano subire punizioni corporali: in primo luogo perché costituisce un'onta, una vergogna difficilmente sanabile, e un affronto in quanto li mette allo stesso livello degli schiavi; in secondo luogo perché se la disposizione intima d'un ragazzino è così vile da non esser in alcun modo modificata dal semplice rimprovero verbale, la pena fisica non farà che indurirlo ulteriormente, proprio come il peggiore degli schiavi. Se invero avrà una guida severa ma giusta, non vi sarà bisogno mai d'alcun castigo... Poi, dopo aver costretto un ragazzo a subire la fustigazione, come dovrà trattarlo quando sarà divenuto un giovane uomo, quando non avrà più un tal timore? Aggiungi a queste prime considerazioni anche il fatto che avrà molte cose spiacevoli da ricordare nei tuoi confronti... spesso capita ai ragazzi mentre vengono frustati, sotto l'influenza del dolore o della paura, di provare vergogna, e questa snerva e deprime la mente, facendoli infine fuggire dalle altre persone e dal consorzio civile; in costante disagio di fronte al prossimo... scandalosamente infine uomini indegni possono abusare del privilegio di punire, e tale opportunità può procurare a molti bambini infelicità se non terrore" (Institutio oratoria I, III).
Plutarco, anche lui nel primo secolo, dice qualcosa del tutto simile: "Affermo che i bambini dovrebbero essere indotti a pratiche onorevoli per mezzo d'incoraggiamenti e ragionamenti, e certamente non da punizioni e maltrattamenti, ché è sicuramente convenuto che questo metodo di correzione li fa crescere intorpiditi ed impauriti in uno stato di degradazione. Lode e riprovazione sono di molto più utili per il bambino, anche il più piccolo, in quanto la lode lo spinge verso ciò che è onorevole, mentre il rimprovero gl'impedisce di far ciò ch'è vergognoso.".
Nell'Europa medioevale la punizione corporale è stata incoraggiata dagli atteggiamenti estremamente austeri della chiesa verso il corpo umano: la flagellazione era un mezzo comune d'auto-disciplina all'interno delle mura conventuali. Questo ha influenzato l'uso di punizioni corporali nelle scuole, essendo gl'istituti scolastici strettamente collegati in quel periodo con la Chiesa.
Tuttavia occorre anche dire che la pena fisica non è mai stata utilizzata acriticamente, in quanto già nell'XI secolo Anselmo d'Aosta, santo e dottore della chiesa nonché arcivescovo di Canterbury, ha parlato contro quello che ha visto come l'uso eccessivo di punizioni corporali nel trattamento dei bambini.
A partire dal XVI secolo, nuove tendenze hanno cominciato a essere osservate in campo di punizioni corporali: le punizioni corporali giudiziarie sono sempre più state trasformate in spettacoli pubblici, con la flagellazione dei criminali o presunti tali nella piazza principale della città, intese a esser viste come un deterrente ad altri futuri eventuali aspiranti autori di reati.
Nel frattempo i primi scrittori in materia d'istruzione, come ad esempio Roger Ascham, si lamentavano del modo assolutamente arbitrario con cui venivano puniti allora i bambini.
Newell presuppone che forse lo scrittore più influente sull'argomento sia stato il filosofo inglese John Locke ove, nel suo trattato intitolato "Alcune considerazioni in materia d'istruzione" (in italiano "Pensieri sull'educazione") esplicitamente e senza remore critica il ruolo centrale dato alle punizioni corporali in materia d'istruzione: l'opera di Locke s'è rivelata molto influente, e potrebbe aver contribuito a far decidere i legislatori polacchi a vietare l'uso di punizioni corporali nelle scuole dello stato (questo nel 1783, il primo paese al mondo a farlo).
Nel corso del XVIII secolo il concetto di punizione corporale è stato attaccato da alcuni filosofi e riformatori legali: avevano osservato che infliggere soltanto dolore ai malfattori risultava esser del tutto inefficace, potendo influenzar il soggetto per un breve periodo di tempo, ma non provocava nessun cambiamento permanente nel loro comportamento.
Alcuni di loro credevano che lo scopo della pena avrebbe dovuto essere la redenzione, non la punizione pura e semplice; questo viene molto ben espresso dall'accurata riflessione di Jeremy Bentham in Panopticon, ove aveva pensato a un'idea di prigione in cui i prigionieri venivano controllati ma anche invogliati a varie attività, percepita come vantaggiosa in quanto riduceva la necessità di misure costrittive alternative quali le punizioni corporali.
Una conseguenza di questo modo di pensare è stata una riduzione progressiva nell'uso delle punizioni corporali in Europa e Nordamerica: in alcuni paesi ciò è stato favorito anche da scandali che coinvolsero individui feriti gravemente durante gli atti di punizione corporale.
In Gran Bretagna ad esempio l'opposizione popolare alla pena è stata incoraggiata da due casi significativi: gli omicidi di Frederich John White, morto dopo una fustigazione militare nel 1846 e di Reginald Cancellor, ucciso a bastonate dal suo insegnante nel 1860. Eventi estremi come questi hanno fatto sì che si verificasse un'autentica mobilitazione dell'opinione pubblica; in risposta a ciò molti paesi introdussero una regolamentazione completa sui casi e i modi in cui fosse concesso d'eseguire una pena fisica all'interno d'istituzioni statali come scuole, carceri e riformatori.
Nel 1870 hanno abolito il principio legale per cui il marito aveva il diritto di "castigare fisicamente la moglie che sbagliava o mancava ai suoi doveri""; nel Regno Unito una legge simile venne abolita nel 1891, fino ad allora era consentito all'uomo di infliggere moderate punizioni corporali nei confronti della moglie al fine di mantenere la sua condotta "entro i limiti del dovere" (vedi violenza domestica).
Nel Regno Unito l'uso di punizioni corporali giudiziarie è diminuito durante la prima metà del XX secolo fino a esser abolito del tutto nel 1948, quando la maggior parte degli altri paesi europei l'avevano già cancellato dai codici in precedenza: nel frattempo in molte scuole il Paddle (spanking), Caning o Tawse è rimasto d'uso comune fino agli anni '80. In altri paesi è ancora ampiamente ammesso (vedi Punizioni corporali nelle scuole).

## Uso moderno delle punizioni corporali

### Punizioni corporali in famiglia
L'esecuzione di punizioni corporali in famiglia, su bambini e adolescenti da parte dei genitori, sono di solito costituite da sculacciate, schiaffi, frustate con la cintura (belting) o la cinghia (strapping).
Il metodo più comune per la sculacciata è quello di posizionare il ragazzo sdraiato a pancia in giù sulle ginocchia del genitore, il quale colpisce con la mano aperta le sue natiche; in alternativa potrebbe essergli richiesto di piegarsi o sdraiarsi a faccia in giù sul letto. La sculacciata può esser eseguita sopra i pantaloni, sugli indumenti intimi o infine anche a sedere nudo.
In un numero crescente di paesi risultano essere fuorilegge, a partire dalla Svezia nel 1979; in altri paesi sono invece ancora legali, ma in forme e modi limitati (esclusivamente a mani nude e nei confronti dei figli fino a che rimangono all'interno d'una certa fascia d'età).
Negli Stati Uniti, in tutti i paesi africani e nella maggioranza di quelli asiatici, prendere a sculacciate o a schiaffi i figli è attualmente consentito, oltre a esser concesso anche l'utilizzo di certi strumenti come cinture e cinghie per la fustigazione.
In Canada è legale picchiare i figli tra i 2 e i 12 anni, ma senza l'ausilio di alcun oggetto (invece severamente proibito).
Nel Regno Unito sculacciate e schiaffi sono legali, ma non possono lasciare segni durevoli sul corpo; in Scozia a partire dal 2003 è divenuto illegale utilizzare qualsiasi strumento per frustare i bambini, mentre in Galles nel 2011 l'assemblea nazionale ha approvato una legge per vietare totalmente le punizioni corporali in casa. Infine in Pakistan il codice penale permette le punizioni corporali.

### Punizioni corporali nelle scuole
Le punizioni corporali, quando queste risultano essere ancora legali, all'interno degli istituti educativi sugli studenti per cattiva condotta comporta generalmente una serie di colpi o frustate sul sedere o sul palmo della mano; tutto questo all'interno d'una cerimonia preordinata e utilizzando un attrezzo appositamente prescritto (o, molto più raramente, con la mano aperta)

### Punizioni corporali giudiziarie

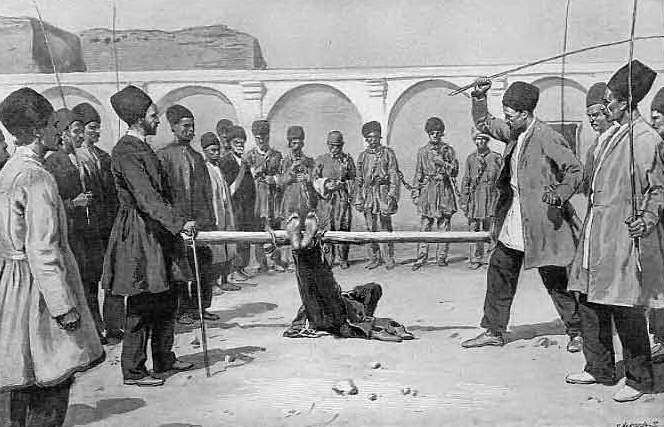
Criminale punito in Persia nel 1905 con la bastonatura dei piedi

Almeno 33 paesi nel mondo mantengono la pratica usuale d'infliggere punizioni corporali giudiziarie, tra questi sono compresi tutta una serie di ex territori amministrati dagli inglesi come Botswana, Malaysia, Singapore e Tanzania.
In Malaysia e a Singapore per alcuni reati specifici i maschi sono regolarmente condannati alla fustigazione in aggiunta alla pena detentiva.
Un certo numero di paesi con sistema legale islamico poi, come Arabia Saudita, Iran, Sudan e Nigeria impiegano la frusta per tutta una serie di reati. In aggiunta alcuni paesi islamici utilizzano anche altri tipi di sanzione fisica, quali l'amputazione o la mutilazione. Tuttavia il termine punizione corporale ha di solito, almeno dal XIX secolo in poi, il significato esclusivo di prendere a frustate piuttosto che assumere anche quello riguardante altri tipi di pena fisica.

## Pro e contro le punizioni corporali
Secondo i suoi sostenitori, la punizione corporale offre diversi vantaggi rispetto ad altri tipi di punizione, come quello ad esempio che è più rapida da attuare, non costa nulla e scoraggia la sregolatezza.
L'American Psychological Association si oppone all'uso della punizione corporale nelle scuole, asili per l'infanzia, istituti minorili e in tutte le altre istituzioni pubbliche o private ove sono accuditi ed educati bambini. Essa sostiene che le punizione corporale equivale a violenza gratuita ed è del tutto inutile, anzi controproducente in quanto riduce l'autostima e rischia d'instillar al contempo ostilità e rabbia senza eliminare il comportamento indesiderato.

## Rituale della punizione e bersaglio anatomico

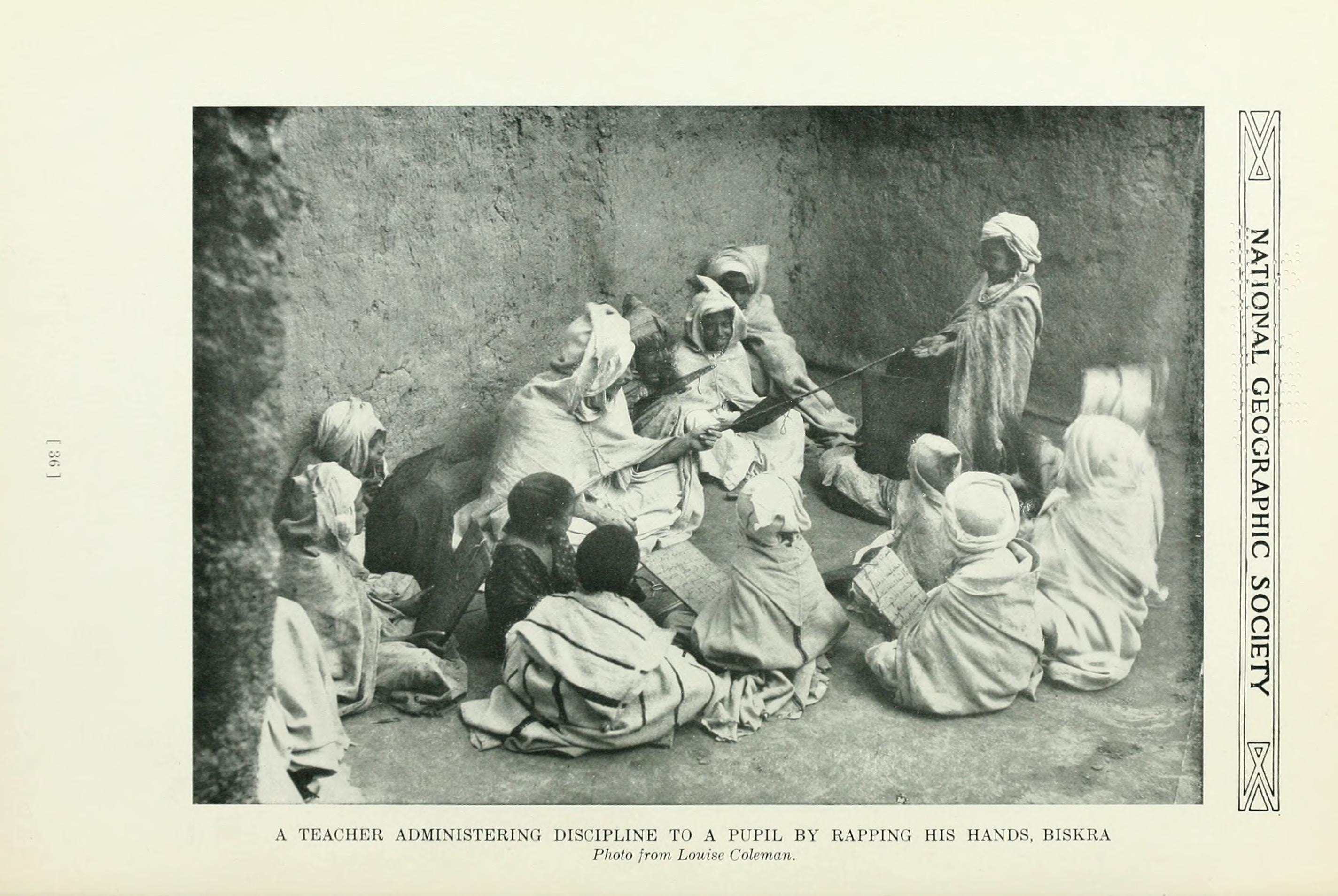
Insegnante che punisce un alunno con colpi di canna sulle mani a Biskra (1909)

Tutte le forme di punizione corporale eseguita in ambienti ufficiali, come le scuole o nelle carceri, viene generalmente effettuata all'interno d'una cerimonia formale, seguendo una procedura standard, sottolineando la solennità dell'occasione. Può anche essere messa in atto in maniera scenografica/rituale davanti agli altri studenti o detenuti, in modo da fungere da deterrente per gli altri.
Una varietà di attrezzi possono essere usati: i termini per descriverli non sono fissi, ma variano anche ampiamente a seconda del paese e del contesto. Vi sono tuttavia una serie di tipi comuni d'oggetti che s'utilizzano quando si esegue una pena corporale, e possono includere:
1. Switch, un'asta o stelo di betulla o salice.
2. Un fascio di rami di betulla (Birching)
3. Una canna di Rattan (Caning)
4. Paddle (spanking)
5. Una cinghia (Strapping)
6. Frusta
7. Gatto a nove code
8. Spazzola (utensile) e Cintura (Belting)
9. Una scarpa, di solito da ginnastica (Slippering)
10. Ferula (botanica)

Diverse parti del corpo possono essere scelte come bersaglio della punizione:
1. Glutei. Il fondoschiena è universalmente il punto riconosciuto e considerato esser il più adatto a ricevere una punizione corporale, soprattutto in Europa e nei paesi di lingua inglese[27], e in effetti alcune lingue hanno una parola specifica per indicar il castigo inflitto sul sedere (nudo o vestito): spanking in inglese, fessee in francese, nalgada in spagnolo, klaps in polacco (nome derivato dal suono prodotto dalla sculacciata). Il vantaggio è che in questa parte del corpo, essendo la più carnosa, non si corre il rischio di far danni permanenti: può esser punita in modo robusto e con precisione senza timore; guarisce inoltre bene e in tempi relativamente brevi. In certe culture infine la punizione applicata ai glutei comporta un certo grado d'umiliazione, che può o meno esser parte integrante della pena.
2. Colpendo la parte posteriore delle cosce e dei polpacci, come a volte avviene nelle scuole sudcoreane, la punizione risulta essere altrettanto (se non più) dolorosa, ma ciò può causare più danni in termini di cicatrici e lividi.
3. La parte superiore della schiena e delle spalle sono stati storicamente l'obiettivo principale delle fustigazioni, ad esempio nel Regno Unito col Gatto a nove code utilizzato in Marina (Royal Navy) e in alcune punizioni giudiziarie antecedenti il 1948; e ancor oggi in generale in Medio Oriente e in tutto il mondo di religione musulmana.
4. La testa è un posto molto pericoloso da colpire, in special modo le orecchie.
5. La mano è molto sensibile e delicata e l'uso d'un attrezzo potrebbe causare danni eccessivi[34].
6. Infine, anche le piante dei piedi risultano molto sensibili ed essere colpiti in questo punto, come viene fatto a volte in Medio Oriente, può essere davvero insopportabile.